# I racconti di Canterbury
I racconti di Canterbury (in inglese The Canterbury Tales, IPA: /ˈkæntəbri teɪlz/) è una raccolta di 24 racconti scritti in medio inglese da Geoffrey Chaucer nel XIV secolo.
Le storie sono contenute all'interno di una cornice narrativa, in cui un gruppo di pellegrini decide di indire una gara di racconti durante il loro pellegrinaggio da Southwark a Canterbury per visitare la tomba di san Tommaso Becket situata nella cattedrale di Canterbury. L'opera è considerabile un poema, in quanto sia la cornice sia quasi tutti i racconti sono scritti in versi.
Chaucer iniziò a scrivere l'opera intorno al 1386, con l'intenzione di far raccontare a ogni pellegrino quattro storie differenti: due sulla via per Canterbury e le rimanenti altre due sulla via del ritorno.

## L'opera, i manoscritti e le stampe
(William Blake, «A Descriptive Catalogue of Pictures, Poetical and Historical Inventions»)
La tradizione vuole che l'opera sia stata scritta nel cosiddetto periodo inglese dell'autore, intorno alla fine degli anni 1380: l'elemento sul quale si è concordi è la datazione di gran parte delle novelle dopo il 1388. Chaucer terminò poi la scrittura dell'opera nell'ultimo decennio del XIV secolo, lasciandola incompiuta, a causa della morte che lo colpì nel 1400. I Racconti però non furono terminati solamente per questioni di tempo: sembra infatti che l'autore abbia visionato e rimaneggiato più volte le parti già scritte, aggiungendo anche nuovi racconti in diverse occasioni.

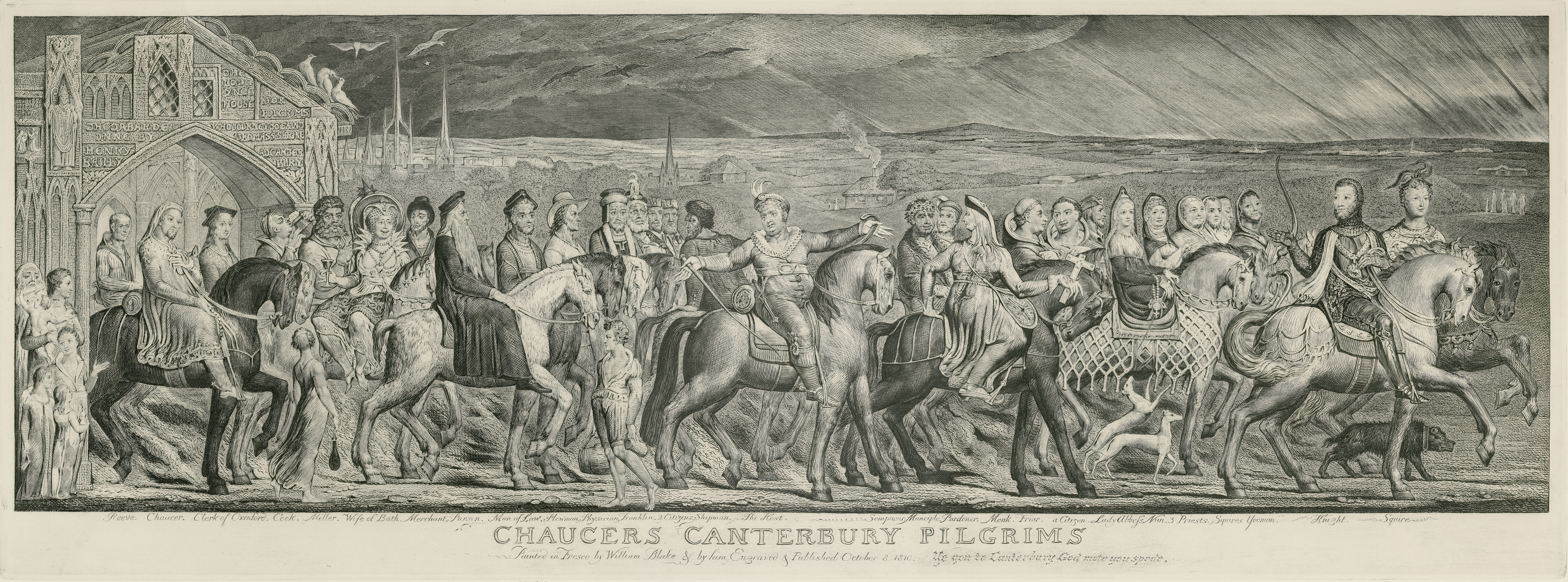
I pellegrini di Canterbury di William Blake

Dal prologo si può dedurre che la raccolta avrebbe dovuto contenere in totale 120 racconti: come annunciato dall'oste Harry Bailly, ognuno dei trenta pellegrini avrebbe dovuto raccontare quattro storie, due sulla via per Canterbury e le rimanenti due lungo la via del ritorno. Questa però non è necessariamente l'opinione di Chaucer stesso, il quale appare come l'unico personaggio che ha raccontato più di una storia tra le 24 scritte: il numero delle novelle previsto si può quindi solo ipotizzare, data la non conclusione dell'opera.

### La struttura: cornice e racconti
I personaggi, introdotti dal Prologo generale del libro, trenta pellegrini per l'appunto, raccontano storie molto importanti sul piano culturale. I temi delle storie sono vari e includono topoi letterari come l'amore cortese, l'avarizia ed il tradimento. I generi inoltre variano anch'essi e includono il romanzo, il lai bretone, il sermone e la favola.
Nonostante ci siano più cornici sovrapposte, non ci sono singole strutture poetiche nell'opera; Chaucer utilizza una varietà di schemi metrici, soprattutto per l'esiguo numero di racconti in prosa (solamente due: Il racconto intorno a Malibeo e Il racconto del parroco).
I racconti sono uniti da una cornice narrativa.

### L'ordine dei racconti
Compongono il poema le seguenti novelle:
Frammento I
- Prologo generale
- Il racconto del cavaliere
- Il racconto del mugnaio
- Il racconto del fattore
- Il racconto del cuoco

Frammento II
- Il racconto del sergente della legge

Frammento III
- Il racconto della donna di Bath
- Il racconto del frate
- Il racconto dell'apparitore

Frammento IV
- Il racconto del chierico
- Il racconto del mercante

Frammento V
- Il racconto dello scudiero
- Il racconto dell'allodiere

Frammento VI
- Il racconto del medico
- Il racconto dell'indulgenziere

Frammento VII
- Il racconto del marinaio
- Il racconto della madre priora
- Il racconto intorno a sir Thopas
- Il racconto intorno a Malibeo
- Il racconto del monaco
- Il racconto del cappellano delle monache

Frammento VIII
- Il racconto della seconda monaca
- Il racconto del famiglio del canonico

Frammento IX
- Il racconto dello spenditore

Frammento X
- Il racconto del parroco
- Commiato dell'autore

## Temi, motivi e simboli

### L'amor cortese

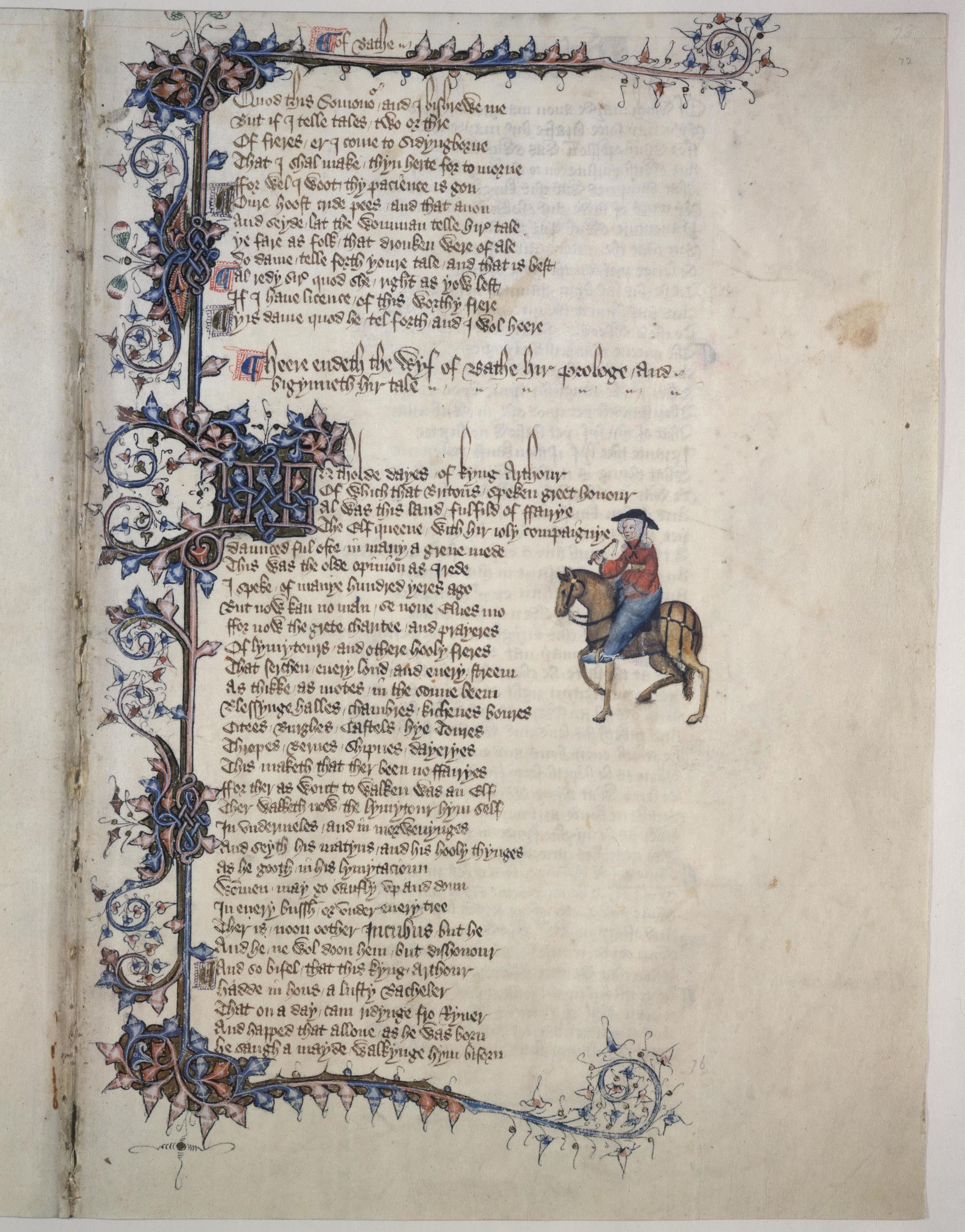
La prima pagina del racconto della Donna di Bath, dal manoscritto Ellesmere

Molti dei pellegrini raccontano storie d'amore, il cui argomento è prevalentemente la cortesia dei cavalieri e dei Lord verso le donne aristocratiche. Il racconto della donna di Bath, romanzo appartenente al filone del ciclo arturiano, racconta appunto una storia d'amor cortese, così come Il racconto dell'allodiere, che narra la storia di un cavaliere che parte per la guerra e lascia sua moglie, corteggiata da un altro giovane uomo, oppure Il racconto dello scudiero.
Il personaggio che però racchiude maggiormente i caratteri cortesi e cavallereschi, raccontando una storia sul conflitto tra due cavalieri votati a un'unica fanciulla, è il Cavaliere.
Molti dei personaggi di Chaucer terminano la loro storia con un augurio per il resto della compaignye (compagnia):
"God save all this faire compaignye" - il cavaliere
- Dio preservi tutta questa splendida compagnia
"God, that sitteth heighe in magestee, save al this compaignye, grete and smale!" - il fattore
- Dio, che siede nell'alto dei cieli, preservi tutta questa compagnia, grande e piccola.
Il concetto di compagnia assume letteralmente il significato di gruppo, ma Chaucer deliberatamente sceglie questa parola, tra tutte le altre, non per indicare solo il gruppo, ma con un chiaro intento generalizzante: la compaignye infatti non sono i pellegrini, ma la massa del popolo, in accordo con i pellegrini stessi, rappresentanti della società del tempo.
Lo stesso termine è di origine latina, lingua ben nota a Chaucer, il cui significato etimologico deriva appunto dalla costruzione latina cum panis, assumendo quindi un significato diverso dalla parola gruppo: le società medievali funzionanti e ben condotte dipendevano infatti dalle corporazioni, conosciute informalmente con il termine di compagnie, e in queste corporazioni il mangiare insieme assumeva una connotazione di fraternità. I gruppi corporativi che si andavano a creare in seguito alle rivolte contro i feudatari però, non erano gruppi come i pellegrini sulla via di Canterbury: appartenevano infatti a una stessa classe sociale, che aspirava a detenere un determinato potere e un ruolo all'interno della società. 
I pellegrini invece provenivano da tutte le diverse stratificazioni sociali della comunità medievale: chierici, cortigiani, fattori e ad altri gruppi sociali. L'unione e la volontà dei pellegrini di porsi delle norme si traduce quindi in una compagnia informale, unione data dal loro lavoro come raccontastorie e dagli approvvigionamenti dell'Oste. Per quanto riguarda invece la distinzione delle classi, i protagonisti danno forma a una compagnia nel senso che nessuno di loro appartiene alla nobiltà, e la maggior parte possiede un lavoro, sia che riguardi il cucire e lo sposarsi (la Donna di Bath), sia che riguardi l'intrattenimento dei visitatori (l'Allodiere) o l'arare la terra.

### La corruzione della Chiesa
Verso la fine del XIV secolo, la Chiesa cattolica divenne sempre più opulenta. La costruzione delle cattedrali, che crescevano intorno ai sacrari con le reliquie dei santi, era costosa: suppellettili e ornamenti venivano a costare molto per una Chiesa che predicava la carità e la povertà. Il periodo infatti è quello delle grandi pesti, delle carestie e della disoccupazione: la magnificenza delle chiese dunque, con il suo oro e i suoi ornamenti, rappresentava agli occhi di alcune persone una sorta di ipocrisia morale.
Chaucer rappresenta in quest'opera sia la critica alla Chiesa, sia la difesa, associando a ogni pellegrino ciò che ci si aspetterebbe tradizionalmente da questo: generalmente infatti esprime quegli stereotipi comuni nel Medioevo; è difficile però fare un'affermazione certa riguardo alle posizioni di Chaucer, in quanto il narratore è così espressamente prevenuto nei confronti di alcuni personaggi, come il Monaco, e allo stesso modo con altri, come Indulgenziere. Inoltre, i caratteri non sono semplicemente delle caricature o delle satire, sono del tutto individualistici e non possono essere semplicemente presi come modelli delle loro professioni.
Il Monaco, la Priora e il Frate sono tutti membri delle gerarchie ecclesiastiche: il Monaco e la Priora vivono infatti, rispettivamente, in un monastero e in un convento. Entrambi sono caratterizzati come delle figure che sembrano preferire la vita aristocratico-borghese, rispetto alla vita ascetica o di devozione. Il rosario della Priora infatti, tutto incastonato di gioielli, sembra più un ornamento che qualcosa che esprima devozione: la raffinatezza e l'attenzione riprende più quei concetti espressi da Guillaume de Lorris nel romanzo francese Roman de la Rose. Il Monaco poi era attratto dalla caccia, passatempo solito dei nobili, disdegnando allo stesso tempo gli studi e il confinamento in monastero.
Allo stesso tempo però, il Frate era membro di un ordine di mendicanti: non aveva né ornamenti, né passioni da nobili; trascorreva la vita viaggiando e chiedendo elemosina, vivendo appunto di carità. Gli ordini mendicanti erano nati circa due secoli prima di Chaucer, ma solo in quel periodo erano stati valorizzati: spesso però venivano descritti come una minaccia all'integrità e avevano la reputazione di libertini, come li descrive la donna di Bath nella parte iniziale della sua storia. Il narratore però sembra serbare molta più ostilità verso gli ecclesiastici come l'Evocatore e l'indulgenziere, rispetto al Frate. Esempio infatti è il Monaco e l'Indulgenziere che posseggono molti tratti in comune, che il narratore presenta in diverse maniere: la splendente calvizie della testa del monaco suggerisce che abbia cavalcato tutto il tempo senza cappuccio, ma il narratore questo fatto lo analizza, nell'indulgenziere, come simbolo di superficialità del personaggio. Il monaco e l'indulgenziere esprimono l'opinione di loro stessi al narratore che, conferma le parole del Monaco ripetendole e dando una propria opinione di lui, ma schernisce l'indulgenziere per l'opinione che lui stesso ha di sé. Allo stesso modo il narratore approva le parole di un altro ecclesiastico, il parroco, che nel prologo viene descritto come religioso e caritatevole verso i più poveri e le persone in difficoltà.

### Novelle e fonti letterarie
Il racconto del Frate ripete un motivo comune a molte altre storie: un messo del tribunale ecclesiastico incontra il diavolo travestito da fattore che gli confida i metodi usati per ingannare gli uomini. Il racconto dell'Apparitore è simile ad un fabliau intitolato Le Dis de la Vescie a Prestre (La storia della vescica del Prete) : è raccontato per ritorsione contro il frate e riporta le manovre di un monaco avido e ipocrita al capezzale di un malato, e come il monaco resti scornato. Il racconto del Cerusico (Chirurgo) narra la storia di Appio e Virginia la cui prima fonte è nel terzo libro delle Storie (Ab urbe condita libri) di Tito Livio, ma Chaucer s'ispirò certamente anche alla versione di quella storia che si trova nel Roman de la Rose. Il racconto del Venditore di indulgenze è preceduto da una predica in cui il venditore condanna l'ubriachezza, i vizi della gola, del gioco e della bestemmia mostrando di avere l'avidità che biasima negli altri, così che il prologo si rivela essere una forte satira contro i soprusi ecclesiastici. Il racconto del Marinaio tratta di un motivo folcloristico assai noto, quello del "dono dell'amante recuperato". La moglie di un ricco e avaro mercante prende in prestito da un monaco del denaro per comprarsi belle vesti. Il monaco a sua volta prende in prestito i denari del mercante ignaro, e così si gode la moglie di costui; al ritorno del mercante da un viaggio, gli dice di aver restituito la somma alla moglie, che non può negare di averla ricevuta. 
Il racconto della Priora ripete la leggenda del bambino di una vedova trucidato dai giudei perché canta O Alma Redemptoris Mater mentre passa per il ghetto di Lincoln andando a scuola. Lasciato incompiuto Sir Thopas, Chaucer narra il racconto di Melibeo, lunga disputa tra Melibeo e la moglie Prudenza sul modo migliore di trattare gli amici che ci hanno pesantemente offeso. La fonte è il Liber Consolationis et Consilii di Albertano da Brescia, ma Chaucer si servì di una parafrasi francese. Il racconto del Monaco è formato da una serie di tragedie di illustri personaggi derivate da vari autori, tra cui Dante Alighieri (episodio del conte Ugolino). Il racconto della Monaca risale a una versione perduta del Roman de Renart e narra di come una volpe ingannò un gallo lodando la voce del padre suo, e come il gallo riuscì a scampare ingannando la volpe. Il racconto della seconda Monaca narra un argomento della Leggenda aurea di Jacopo da Varazze; il racconto del Valletto del Canonico è un attacco contro la stoltezza e la birbanteria degli alchimisti. Il racconto dello Spenditore deriva dalla favola ovidiana di Apollo e Coronide. L'opera di Chaucer si conclude con il racconto del Parroco, predica in prosa e trattato sui sette Vizi capitali.

### La lingua
In un Paese, l'Inghilterra, in cui l'originaria lingua anglosassone era appannaggio esclusivo delle classi più basse, mentre la nobiltà e la corte parlavano francese, Chaucer ebbe anche una funzione fondamentale da un punto di vista linguistico: egli conferì dignità letteraria al suo dialetto, la lingua di Londra.

## I racconti e ilDecameron
L'idea di scrivere un poema formato da novelle nasce dalla ben precisa suggestione di Chaucer per un'opera analoga, il Decameron, capolavoro della letteratura italiana dell'epoca scritto da Giovanni Boccaccio; è presente tuttavia una diversità di fondo, dato che Boccaccio è solamente un narratore esterno onnisciente, mentre Chaucer si descrive come facente parte dei personaggi nel Tabard Inn, la locanda presso la quale vincerà un pasto l'autore del miglior racconto. La cornice dei Canterbury Tales è "in movimento", incentrata su un viaggio, e i novellatori sono di varia estrazione sociale (nobili, ecclesiastici, borghesi, agricoltori e lavoratori vari). La cornice del Decameron invece è "statica", chiusa nella dimensione del giardino e abitata da dieci giovani tutti di elevata estrazione sociale. Un caso a parte è la storia di Griselda (ultima novella del Decameron), narrata anche da Chaucer nel Racconto del Chierico, nota allo scrittore inglese attraverso la traduzione latina di Petrarca.

## Filmografia
- I racconti di Canterbury di Pier Paolo Pasolini, 1972 (vincitore dell'Orso d'oro al Festival di Berlino)
- Gli altri racconti di Canterbury di Mino Guerrini, 1972 (genere boccaccesco e decamerotico, come il resto dei film seguenti)
- I racconti di Canterbury N. 2 di Lucio Dandolo, 1972
- ...e continuavano a mettere lo diavolo ne lo inferno di Bitto Albertini (1973)
- Fra' Tazio da Velletri, di Romano Gastaldi (e Aristide Massacesi) (1973)
- Le mille e una notte di Boccaccio a Canterbury di Joe D'Amato, meglio noto con il titolo Novelle licenziose di vergini vogliose (1973)
- I racconti di Viterbury - Le più allegre storie del '300 di Mario Caiano, con Rosalba Neri (1973)
- Canterbury Tales Miniserie TV in 6 episodi, 2003

Il film di Pasolini è il secondo della "trilogia della vita", comprendente anche Il Decameron (1971), tratto dall'opera di Giovanni Boccaccio e Il fiore delle Mille e una notte (1974), dalle Mille e una notte, tanto famoso che vinse il premio al Festival di Cannes. Nei Racconti di Canterbury, Pasolini inscena le novelle più famose ma anche più allegre, libere, caratterizzanti e con scene di sesso tratte dalla raccolta di Chaucer. Questo non vuol dire che il regista intendesse rappresentare nel cinema il sesso volgare e gratuito, anzi desiderava proprio il contrario, ossia l'esaltare la bellezza e la magnificenza naturale dei piaceri più semplici e portanti della vita umana, come l'innamorarsi, giocare con gli amici e fare l'amore con le amate. Tuttavia nel film sono presenti anche, a differenza della prima pellicola della trilogia, sequenze drammatiche e crude, come la Storia dell'inquisitore o dei Tre ragazzi con la Morte. Ma la più complessa e curiosa è la Storia del frate corrotto, posta come finale del film in cui Pasolini denuncia apertamente le azioni turpi che potevano commettere alcuni uomini di Chiesa in quel tempo. Infatti il frate lussurioso viene condotto all'Inferno da un angelo che gli mostra la pena spettante ai crudeli avari come lui, al quale fuoriescono dal deretano dei demoni come escrementi e vengono gettati nelle fiamme eterne. Come nel primo film, lo stile di Pasolini, il quale oltretutto interpreta il pellegrino Geoffrey Chaucer, è libero da vincoli di censura e denunci ancora una volta il potere proibitivo e limitato della borghesia italiana degli anni settanta.

## Edizioni italiane
- I Racconti di Canterbury, A cura di Carlo Izzo, Collana Il Centonovelle, Milano, Bompiani, 1946.
- I Racconti di Canterbury, trad. di Cino Chiarini e Cesare Foligno, Prefazione di C. Foligno, Firenze, Sansoni, 1949. - Introduzione e note di Attilio Brilli, BUR, Rizzoli, 1978-2017.
- I racconti di Canterbury, traduzione di Silvana Morra, Milano, Club del Libro, 1962. - Edipem, Novara, 1975.
- I racconti di Canterbury, trad. e cura di Ermanno Barisone, Collana I Grandi Scrittori Stranieri, Torino, UTET, 1967. - TEA, Milano, 1994.
- I racconti di Canterbury, traduzione di Ermanno Barisone, scelti e curati da E. Barisone e Attilio Brilli, Collana Biblioteca n.94, Milano, Mondadori, 1983.
- I racconti di Canterbury, traduzione di Vincenzo La Gioia, Introduzione di Piero Boitani, Collana Classici.Oriente, Milano, Leonardo, 1991, ISBN 978-88-35-50169-5.
- in  Opere, traduzione di Vincenzo La Gioia, a cura di Piero Boitani ed. E. Di Rocco, Collana I millenni, Torino, Einaudi, 2000, ISBN 97-88-80-615065-5.
- I racconti di Canterbury, traduzione di E. Barisone, a cura di E. Barisone, Oscar Classici, Milano, Mondadori, 2013.